# Кулагін Борис Павлович
Борис Павлович Кулагін (31 грудня 1924, Барнаул, Алтайська губернія, РРФСР, СРСР — 25 січня 1988, Москва) — радянський хокеїст, тренер. Заслужений тренер СРСР (1969).

## Спортивна кар'єра

### Як гравець
- 1946–1948 — ВПС (Москва)
- 1948–1949 — «Дзержинець» (Челябінськ)
- 1949–1950 — ВПС (Москва)
- 1950–1951 — ЦДСА (Москва)

Всього в чемпіонатах СРСР провів 15 ігор.
У 1946–1947 роках виступав і за футбольну команду ВПС (всього провів 20 лігових матчів).

### Як тренер
- 1955–1957 — головний тренер команди Будинку офіцерів (Оренбург)
- 1958–1960 — головний тренер команди СКА (Куйбишев)
- 1961–1970 — тренер команди ЦСКА
- 1970–1971 — головний тренер команди ЦСКА
- 1972–1974 — тренер збірної СРСР
- 1971–1976 — головний тренер команди «Крила Рад»
- 1974–1976 — головний тренер збірної СРСР
- 1977–1979 — головний тренер команди «Редовре» (Данія)
- 1979–1984 — головний тренер команди «Спартак» (М)

Наставник радянської команди на Олімпіаді в Інсбруку, трьох чемпіонатах світу і суперсерії проти команд Всесвітньої хокейної асоціації (1976–1977). Під його керівництвом збірна СРСР провела 80 офіційних матчів: 59 перемог, 7 нічиїх, 14 поразок.

## Досягнення
Нагороджений орденами Трудового Червоного Прапора (1975) і «Знак Пошани» (1981).
- Олімпійські ігри

 Чемпіон (1): 1976
- Чемпіонат світу

 Чемпіон (1): 1975
 Віце-чемпіон (1): 1976
 Третій призер (1): 1977
- Чемпіонат Європи

 Чемпіон (1): 1975
 Третій призер (2): 1976, 1977
- Чемпіонат СРСР

 Чемпіон (1): 1974
- Кубок СРСР

 Переможець (1): 1974
- Чемпіонат Данії

 Чемпіон (1): 1978

## Образ в кіно
- В кінофільмі «Хокейні ігри» (2012) роль Бориса Кулагіна виконав Геннадій Христенко.
- В кінофільмі «Легенда № 17» (2013) роль Бориса Кулагіна виконав Сергій Генкін.